# L'allau
L'allau (títol original: Avalanche) és una pel·lícula dels Estats Units dirigida per Corey Allen, estrenada el 1978. Ha estat doblada al català.

## Argument
Uns turistes lluiten per sobreviure després d'una allau de neu caiguda en les pistes d'esquí. Les seves vacances, aleshores, es converteixen en un joc de supervivència.

## Repartiment
- Rock Hudson: David Shelby
- Mia Farrow: Caroline Brace
- Robert Forster: Nick Thorne
- Jeanette Nolan: Florence Shelby
- Rick Moses: Bruce Scott
- Steve Franken: Henry McDade
- Barry Primus: Mark Elliott
- Cathy Paine: Tina Elliott
- Jerry Douglas: Phil Prentiss
- Antony Carbone: Leo
- Peggy Browne: Annette River
- Pat Egan: Cathy Jordan
- Joby Baker: Director' TV
- X Brands: Marty Brenner
- Cindy Luedke: Susan Maxwell